# Linq (jeu de société)
Pour les articles homonymes, voir Linq.
Linq est un jeu de société créé par Erik Nielsen et Andrea Meyer et édité en France en 2009 par In Ludo Veritas. Il est réédité depuis par Oya.
Pour 4 à 8 joueurs, de 10 à 110 ans pour environ 30 minutes.

## Principe général
Parmi les joueurs se trouvent deux espions qui ont rendez-vous sans se connaître. Afin de se retrouver ils ont un mot de passe commun.
Les autres joueurs sont des contre-espions chargés de les repérer et de perturber leur rendez-vous…

## Règle du jeu

### But du jeu
- Pour les espions : se reconnaître mutuellement, ne pas se faire repérer.
- Pour les contre-espions, c'est tout le contraire : repérer les espions, faire rater leur rendez-vous.

### Matériel
- 10 cartes contre-espion
- 2 paquets de 50 cartes espions identiques
- 35 jetons noirs valant un point, 15 jetons orange valant cinq points.

### Mise en place
À chaque manche :
On pioche une carte espion dans chaque paquet. Elles sont normalement identiques, vous pouvez le vérifier en regardant leur numéro dans le coin en haut à gauche.
On ajoute ensuite suffisamment de cartes contre-espion pour avoir au total une carte par joueur.
On mélange les cartes et on en distribue une face cachée à chaque joueur qui en prend connaissance pour savoir s'il est contre-espion ou espion. Les espions mémorisent le mot correspondant au nombre défini. C'est à l'aide de ce mot qu'ils vont tenter de se retrouver le plus discrètement possible.

### Déroulement
Le jeu se joue en deux tours de table.
À chaque tour de table, et à tour de rôle, chaque joueur va dire un mot.
Les espions ne peuvent pas dire le mot de passe ni un mot qui le contient. Ils vont bien sûr dire des mots qui ont un lien avec leur mot de passe pour se reconnaitre l'un l'autre tout en essayant de passer inaperçus aux contre-espions. Ceux-ci, de leur côté, vont essayer de s'incruster dans la « conversation » des espions pour se faire désigner par un espion…
Une fois les deux tours de table effectués, chacun lève les deux mains. On compte jusqu'à trois puis tous les joueurs désignent simultanément les joueurs qui leur paraissent être les espions. Les joueurs espions se désignent d'une main et désignent leur (supposé) partenaire de l'autre.
Selon que les espions se sont trouvés ou pas, ont été repérés ou pas des points sont attribués (voir règle complète sur le site du jeu).

### Fin de partie et vainqueur
On fait autant de manches que de joueurs en décalant le premier joueur à parler d'un cran à chaque fois.
Celui qui a le plus de points l'emporte.